# Лулу назавжди
Лулу назавжди — драма 2000 року.

## Сюжет
Колись вони були разом - молоді і божевільні. Він мріяв написати кращу американську новелу, а вона - навчитися грати на гітарі і постояти в тіні скель Гібралтара. Але їх плани так і залишилися мріями. Життя розлучило їх. Вони стали іншими. Мрії поступилися місцем стабільності, навіжена перетворилася в розрахунок. Вони перестали належати один одному. І ось, через 16 років, лунає телефонний дзвінок, здатний перекреслити все, що у них є сьогодні..